# 国际语言学奥林匹克

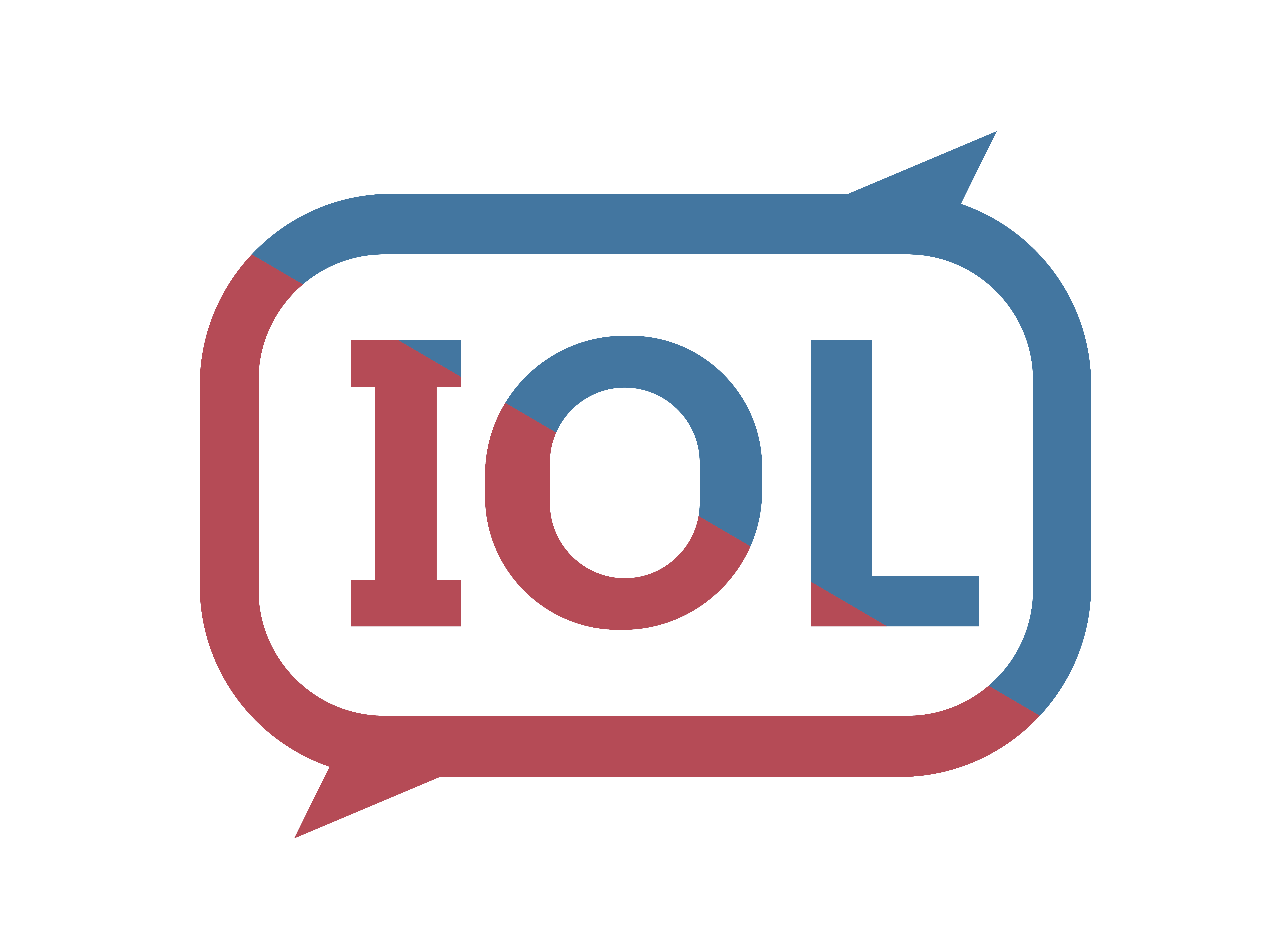
国际语言学奥林匹克的标志，于2015年的标志征集中被采用，设计者是波兰的Agata Łazarewicz。

国际语言学奥林匹克竞赛（International Linguistic Olympiad，IOL），是十二项国际科学奥林匹克竞赛中的第九项。

## 概要
和其它国际科学奥林匹克竞赛不同，这项竞赛分为个人赛和团体赛。个人赛包含5道题，涉及语言学理论、数学语言和包括语音学、音系学、词法学和语义学在内的应用语言学，须在六小时内完成。每道题目都是以全世界范围内业已研究过的特殊语言现象为材料，为参赛者展示不同语言的差异，并给出足量的已知信息，要求参赛者据此探求背后的规则。参赛者不需通晓多种语言，所有问题都能在考题范围内找得到答案。不过若缺乏足够的语言学知识，参加这样的大赛还是比较勉强的。团体赛的每个团体一般有四名学生。从第二届奥语竞赛开始，每次团体赛的题目是一个超级难题，给出三至四小时来解答。
如同其它国际科学奥林匹克竞赛，为确保比赛公平，所有问题都会翻译成参赛选手选定的语种。熟悉题目所涉语言特点（例如巴斯克语的作通格语言特性和翁布翁古语计数法二十四进制嵌套四进制的可能性）的选手可能会较有优势。然而，更有用的能力是分析和演绎推理。

## 歷史

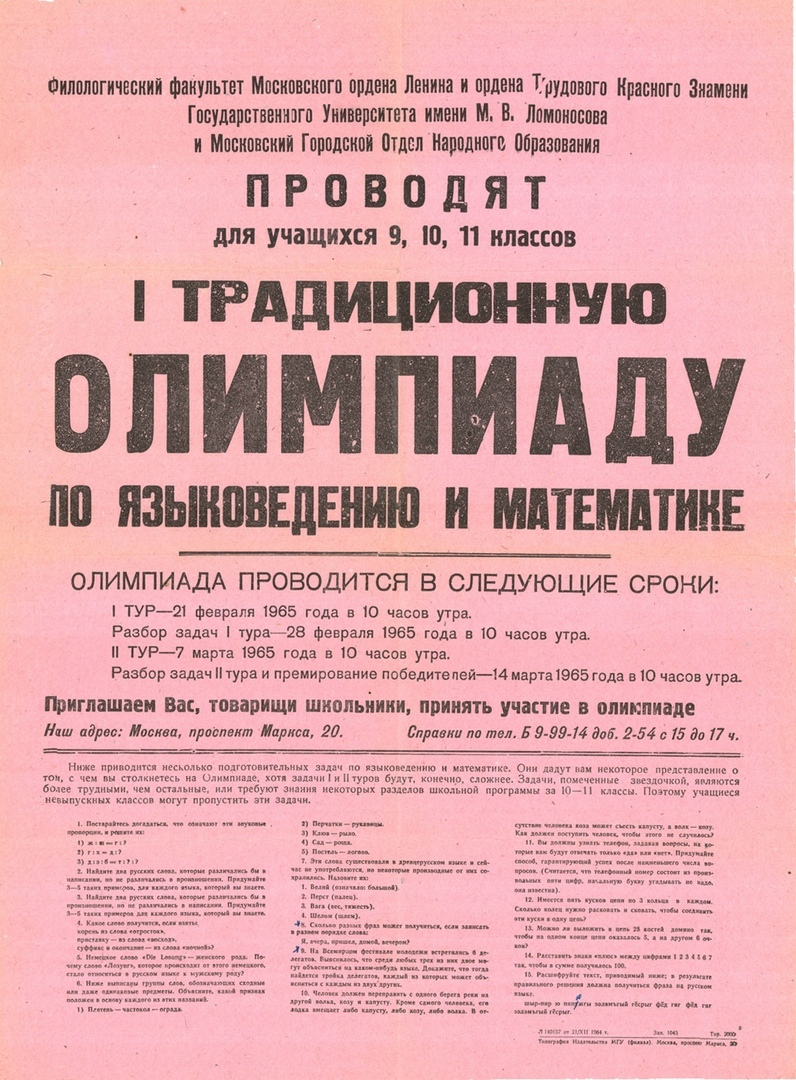
1965年第一届语言学奥林匹克竞赛的海报。

第一屆语言学奥林匹克竞赛於1965年在莫斯科舉行，由阿爾弗雷德·朱林斯基發起並命題。他後來成了一名出色的語言學家，但當時只學了五年語言學。此後大賽定期舉行，但於1983年至1987年中斷，1988年恢复后举办至今。後來保加利亞和美國俄勒岡州也出現了類似的競賽。保加利亞舉辦比賽以後，來自莫斯科和保加利亞的勝者都會到對方國家參賽。顯示了這一領域的國際化趨勢。
第一屆國際奧林匹克語言學比賽於2003年於保加利亞山區度假勝地波羅維茲舉行，由莫斯科國立大學的亞歷山大·基布里克擔任主席。保加利亞、捷克、愛沙尼亞、拉脫維亞、荷蘭和俄羅斯等六國參賽。評委是來自俄羅斯和保加利亞的語言學教授。在2012年的斯洛文尼亞盧布爾雅那，參賽者已有26個國家的34支隊伍，中國、日本、匈牙利和以色列於這一年首次參賽。
這項比賽的金銀銅獎得主多來自東歐國家和美國。

## 历届赛事
| 屆數 | 年份   | 舉辦地                 | 比賽日期                   | 參加國                     | 選手人數                   | 網頁                        | 網頁                        |
| ---- | ------ | ---------------------- | -------------------------- | -------------------------- | -------------------------- | --------------------------- | --------------------------- |
| 1    | 2003年 | 保加利亞波羅維茲       | 9月6日 — 9月12日           | 6                          | 33                         | 此處（页面存档备份，存于）  | 此處（页面存档备份，存于）  |
| 2    | 2004年 | 俄羅斯莫斯科           | 7月31日 – 8月2日           | 7                          | 43                         | 此處（页面存档备份，存于）  | 此處（页面存档备份，存于）  |
| 3    | 2005年 | 荷蘭萊頓               | 8月8日 – 8月12日           | 9                          | 50                         | 此處（页面存档备份，存于）  |                             |
| 4    | 2006年 | 愛沙尼亞塔爾圖         | 8月1日 – 8月6日            | 9                          | 51                         | 此處（页面存档备份，存于）  | 此處                        |
| 5    | 2007年 | 俄羅斯聖彼得堡         | 7月31日 – 8月4日           | 9                          | 61                         | 此處（页面存档备份，存于）  | 此處                        |
| 6    | 2008年 | 保加利亞陽光海灘       | 8月4日 – 8月9日            | 11                         | 63                         | 此處（页面存档备份，存于）  | 此處                        |
| 7    | 2009年 | 波蘭弗羅茨瓦夫         | 7月26日 – 7月31日          | 17                         | 86                         | 此處（页面存档备份，存于）  | 此處（页面存档备份，存于）  |
| 8    | 2010年 | 瑞典斯德哥爾摩         | 7月19日 – 7月24日          | 18                         | 99                         | 此處（页面存档备份，存于）  | 此處（页面存档备份，存于）  |
| 9    | 2011年 | 美國匹茲堡             | 7月24日 – 7月30日          | 19                         | 102                        | 此處（页面存档备份，存于）  | 此處（页面存档备份，存于）  |
| 10   | 2012年 | 斯洛文尼亞盧布爾雅那   | 7月29日 – 8月4日           | 26                         | 131                        | 此處（页面存档备份，存于）  | 此處（页面存档备份，存于）  |
| 11   | 2013年 | 英國曼徹斯特           | 7月22日 – 7月26日          | 26                         | 138                        | 此處（页面存档备份，存于）  | 此處（页面存档备份，存于）  |
| 12   | 2014年 | 中国大陆北京           | 7月21日 – 7月25日          | 28                         | 152                        | 此處（页面存档备份，存于）  | 此處（页面存档备份，存于）  |
| 13   | 2015年 | 保加利亞布拉戈耶夫格勒 | 7月20日 – 7月24日          | 29                         | 166                        | 此處（页面存档备份，存于）  | 此處（页面存档备份，存于）  |
| 14   | 2016年 | 印度邁索爾             | 7月25日 – 7月29日          | 31                         | 173                        | 此處（页面存档备份，存于）  | 此處                        |
| 15   | 2017年 | 愛爾蘭都柏林           | 7月31日 – 8月4日           | 27                         | 176                        | 此處（页面存档备份，存于）  | 此處（页面存档备份，存于）  |
| 16   | 2018年 | 捷克布拉格             | 7月26日 – 7月30日          | 29                         | 192                        | 此处（页面存档备份，存于）  | 此處（页面存档备份，存于）  |
| 17   | 2019年 | 韩国龙仁               | 7月26日 – 7月30日          | 37                         | 209                        | 此处（页面存档备份，存于）  | 此处（页面存档备份，存于）  |
| -    | 2020年 | 拉脫維亞文茨皮尔斯     | 因2019冠狀病毒病疫情取消。 | 因2019冠狀病毒病疫情取消。 | 因2019冠狀病毒病疫情取消。 | 因2019冠狀病毒病疫情取消。  | 因2019冠狀病毒病疫情取消。  |
| 18   | 2021年 | 拉脫維亞文茨皮尔斯     | 7月19日 — 7月23日          | 34                         | 216                        | 此处（页面存档备份，存于）  | 此处 （页面存档备份，存于） |
| 19   | 2022年 | 马恩岛卡斯尔敦         | 7月25日 — 7月29日          | 32                         | 185                        | 此处（页面存档备份，存于）  | 此处 （页面存档备份，存于） |
| 20   | 2023年 | 保加利亚班斯科         | 7月24日 — 7月28日          | 38                         | 204                        | 此处（页面存档备份，存于）  | 此处 （页面存档备份，存于） |
| 21   | 2024年 | 巴西巴西利亚           | 7月24日 — 7月30日          | 38                         | 206                        | 此处 （页面存档备份，存于） | 此处 （页面存档备份，存于） |
| 22   | 2025年 | 臺灣台北               | 7月20日 — 7月27日          | 38                         | 227                        | 此处（页面存档备份，存于）  | 此处                        |
| 23   | 2026年 | 羅馬尼亞布加勒斯特     |                            |                            |                            | 此处（页面存档备份，存于）  |                             |
| 24   | 2027年 | 泰國曼谷               |                            |                            |                            | 此处（页面存档备份，存于）  |                             |